# 锡尔河

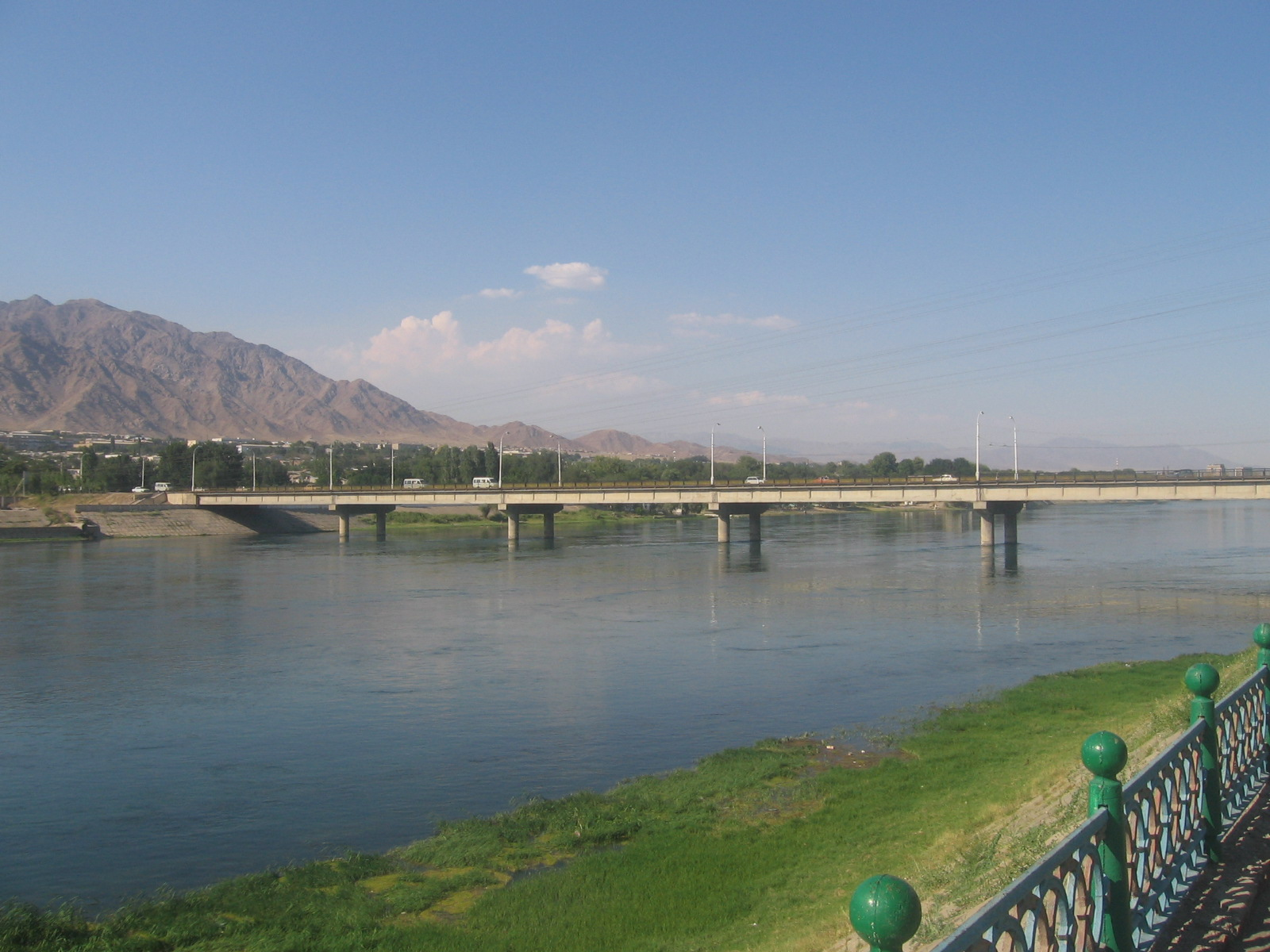
錫爾河畔，於塔吉克苦盞

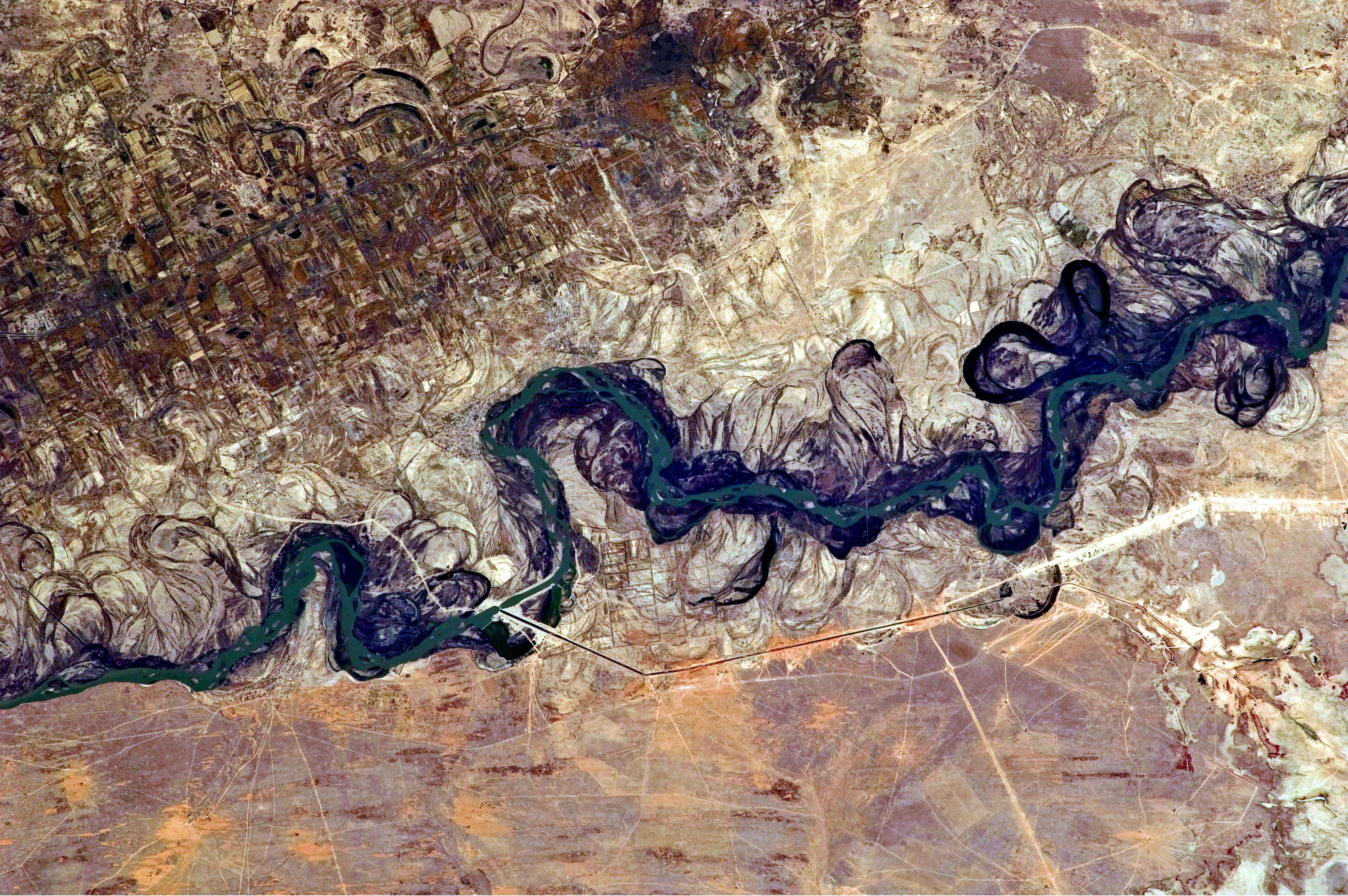
位於哈薩克的錫爾河泛濫平原

锡尔河（英語：Syr Darya，波斯語：‎），中国古称药杀水、叶河，古希腊语稱Ἰαξάρτης（轉譯: Iaxartes, Jaxartes），是中亚的一條内流河，中、下游流经沙漠地区。
锡尔河发源于天山山脉，分两源，右源纳伦河和左源卡拉达里亚河，纳伦河为正源，发源于吉尔吉斯斯坦。两河在纳曼干附近汇合后向西流入费尔干纳谷地，在塔吉克斯坦苦盏出谷，流至别卡巴德后转而向西北，流经东乌兹别克斯坦部分后，注入咸海。

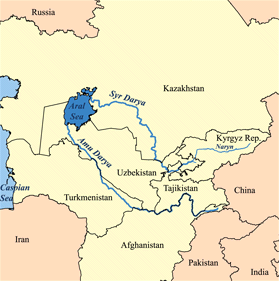
位置图

全长2212公里，流域面积21.9万平方公里，河口多年平均流量500立方米/秒，年均径流量336亿立方米。
锡尔河主要支流有阿汉加兰河、奇尔奇克河、克列斯河和阿雷斯河。
苏联時期，錫爾河與阿姆河兩岸土地被用於大規模種植，引水灌溉導致了鹹海面積的大幅萎縮。